# VII. Budapester Bezirk
Der VII. Bezirk ist der kleinste Stadtbezirk der ungarischen Hauptstadt Budapest und wird auch als Erzsébetváros (deutsch Elisabethstadt) bezeichnet. Vor dem Zweiten Weltkrieg war er das Zentrum der jüdischen Gemeinde der Stadt. Die Elisabethstadt ist ein typisches Gründerzeitviertel.

## Lage
Der Bezirk liegt im östlich der Donau gelegenen Pester Stadtteil von Budapest. Er grenzt im Norden an den VI. Bezirk (Terézváros), im Osten an den XIV. Bezirk (Zugló), im Süden an den VIII. Bezirk (Józsefváros) und im Westen an den V. Bezirk (Belváros-Lipótváros). Erzsébetváros wird begrenzt von Kiskörút (im Westen), Király utca, Városligeti fasor (beide im Norden), Dózsa György út (im Osten), sowie Thöhöly út und Rákóczi út (im Süden).

## Geschichte
Bereits kurz nach der Belagerung von Ofen (1686) wurde das außerhalb der Stadt Pest gelegene Gebiet besiedelt, und Bauernhöfe und Weingärten angelegt. Die Zahl der Häuser des damals noch Felső Külváros (deutsch Obere Vorstadt) genannten Gebiets stieg von 11 im Jahr 1734 auf 559 im Jahr 1792. Nach dem Toleranzpatent Josephs II. siedelten sich ab 1793 Juden an der Király utca und deren Umgebung an. In den Folgejahren entstanden markante Synagogen an der Dohány utca, Rumbach Sebestyén utca und Kazinczy utca. Nach der Vereinigung der Stadtteile Buda und Pest zu Budapest 1873 wurde auch die Felső Külváros eingemeindet und entlang der Király utca in die Bezirke VI und VII aufgeteilt. Am 7. Februar 1882 erhielt der Bezirk den Namen Erzsébetváros zu Ehren Elisabeths von Wittelsbach, der Gemahlin des ungarischen Königs Franz Joseph I. Während der deutschen Besetzung im Zweiten Weltkrieg verordnete Adolf Eichmann die Errichtung eines Ghettos in Erzsébetváros, wo rund 60.000 Juden auf engem Raum eingesperrt wurden. Vor allem dank ausländischer Hilfe überlebte rund drei Viertel der Bevölkerung die Kriegszeit, deutlich mehr als in vielen anderen Ghettos.
Die Bausubstanz des Stadtteils wurde durch den Krieg kaum beschädigt, auch nicht bei der abschließenden Schlacht um Budapest, und auch während des ungarischen Sozialismus kaum verändert. Dadurch haben sich viele alte Gebäude bis heute erhalten, befinden sich jedoch teilweise in einem schlechten Zustand. In vielen der alten Gebäude befinden sich mittlerweile die sogenannten „Ruinenbars“, die ein junges, feierfreudiges Publikum anziehen und die Gegend zu einem beliebten Ausgehviertel gemacht haben. Die Elisabethstadt ist stark durch Gentrifizierung geprägt.

## Partnerstädte
Der VII. Bezirk pflegt partnerschaftliche Beziehungen mit folgenden Städten:
- Safed, Israel
- Belgrader Ortsteil Stari Grad, Serbien
- Nevers, Frankreich
- Siedlce, Polen
- Karlovac, Kroatien
- Stavroupoli, Griechenland
- Sweti Wlas, Bulgarien

## Galerie

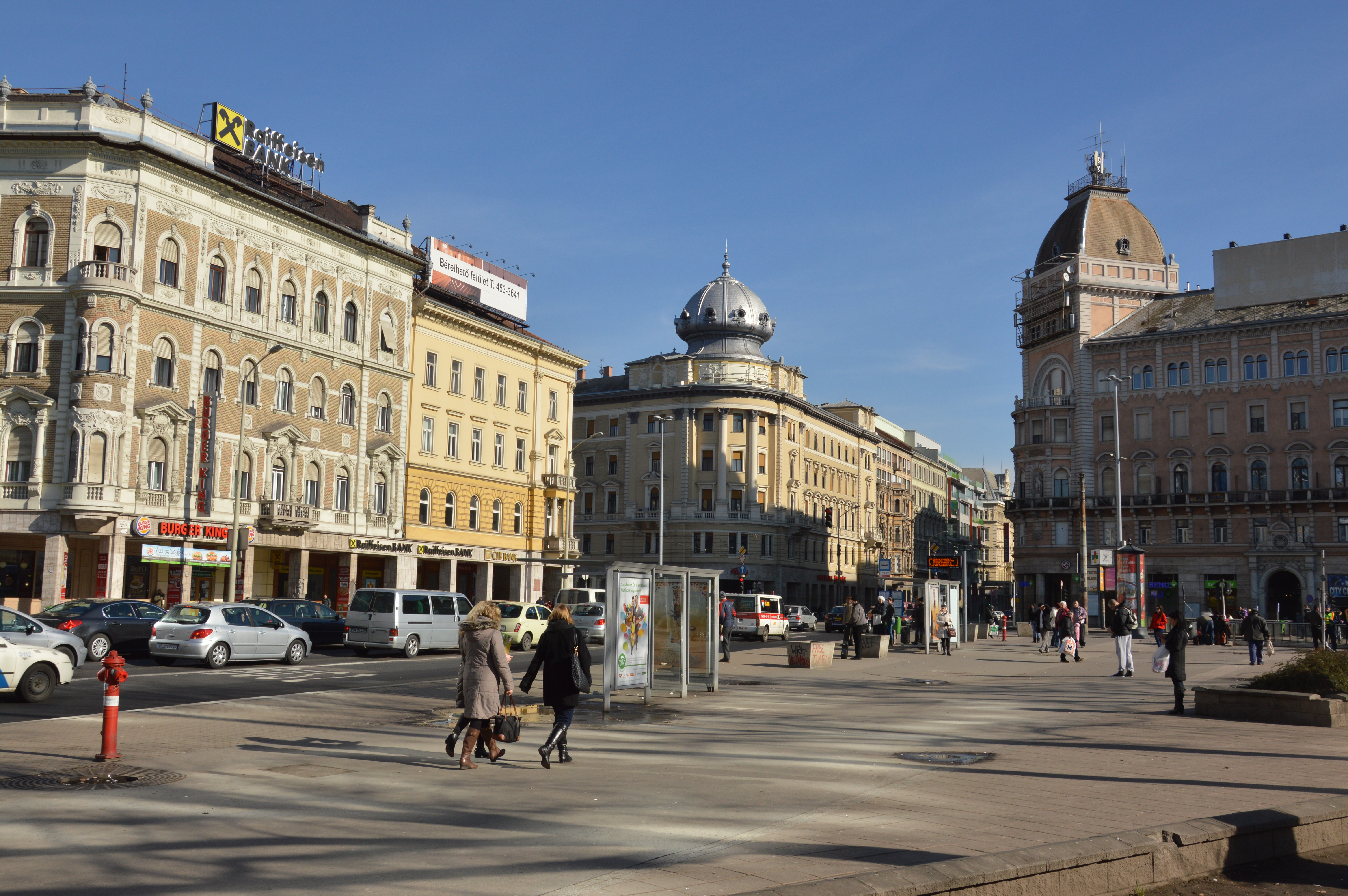
Blaha Lujza tér
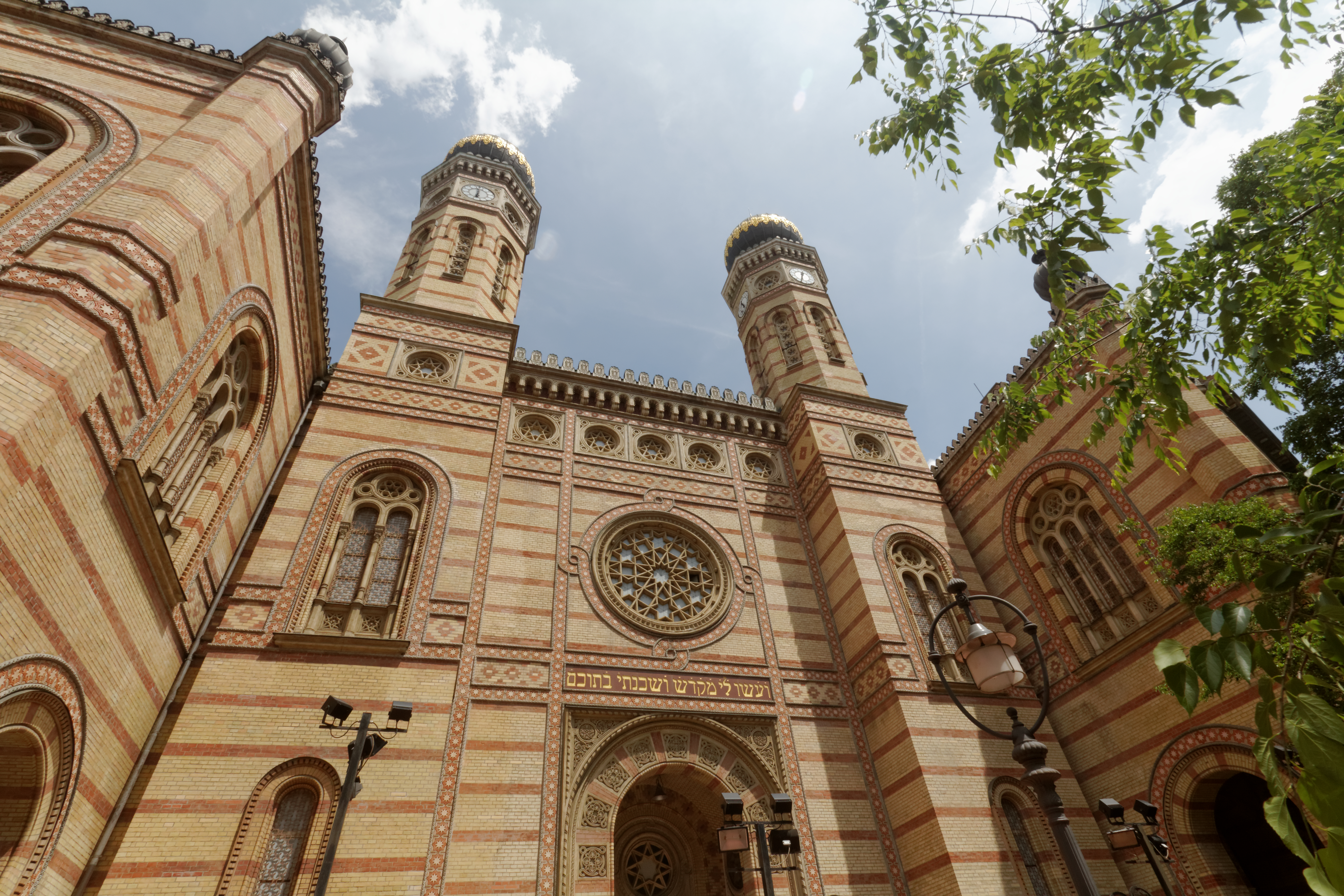
Synagoge in der Dohány utca
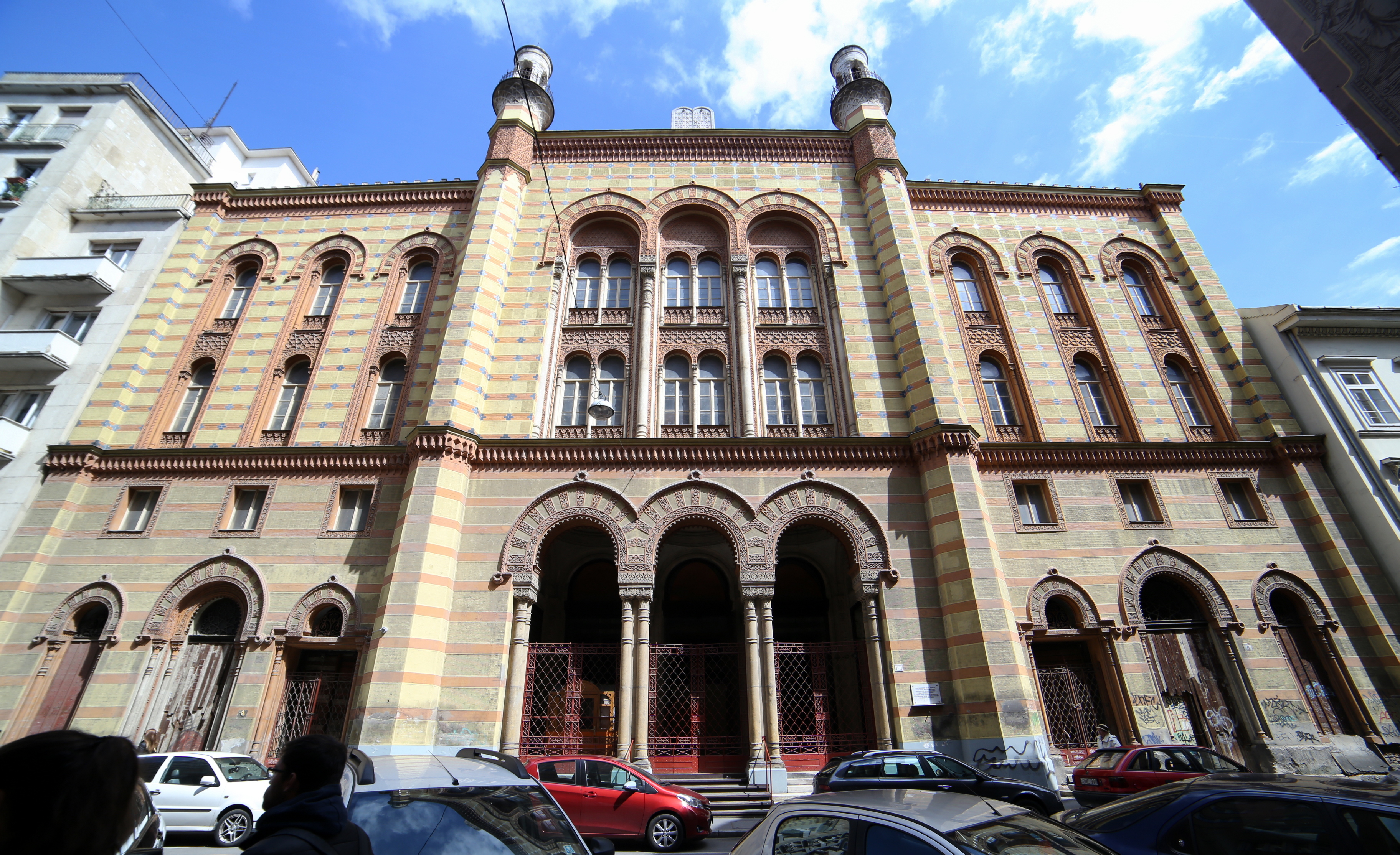
Synagoge (Rumbach utca)
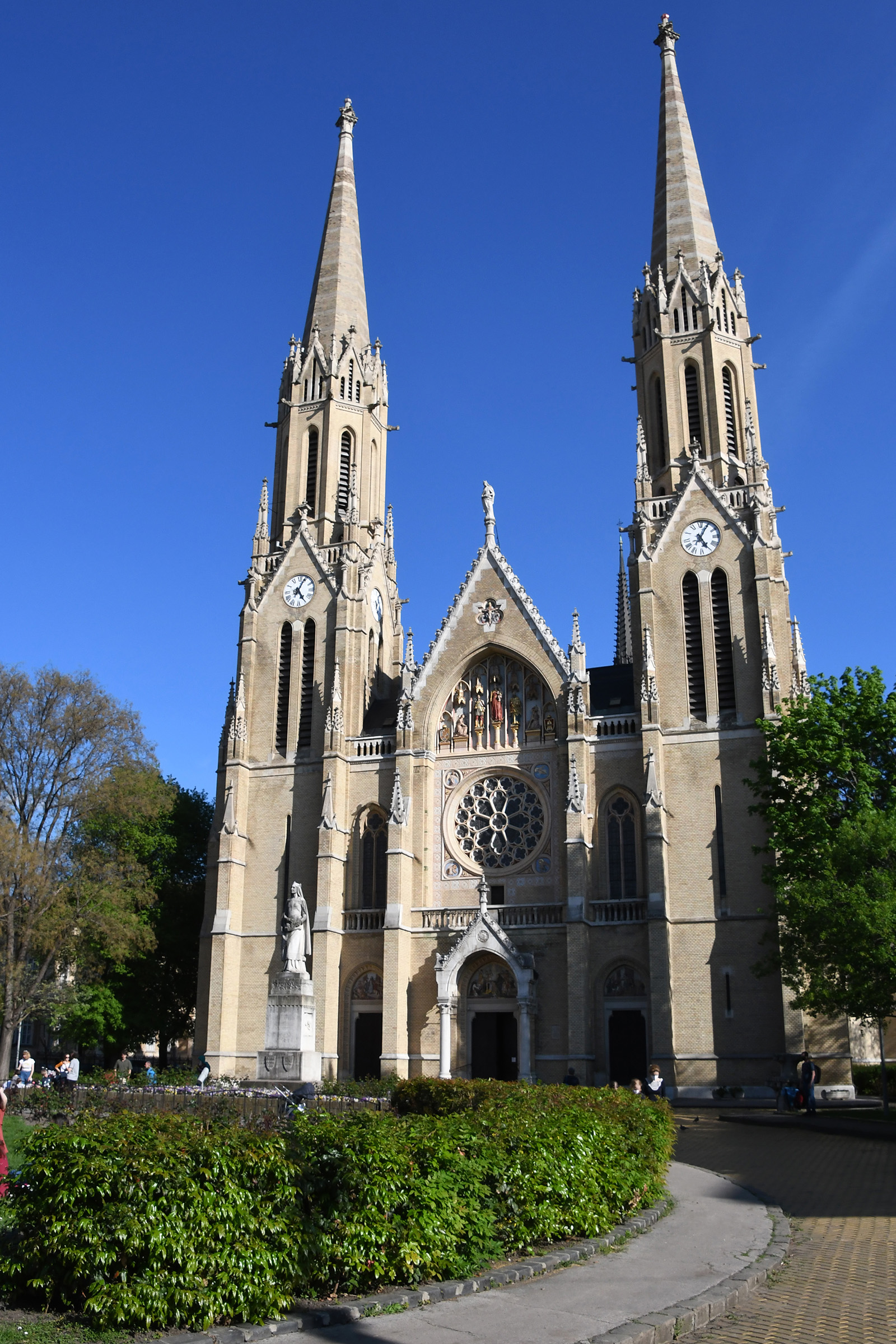
Rózsák tér mit Pfarrkirche St. Elisabeth
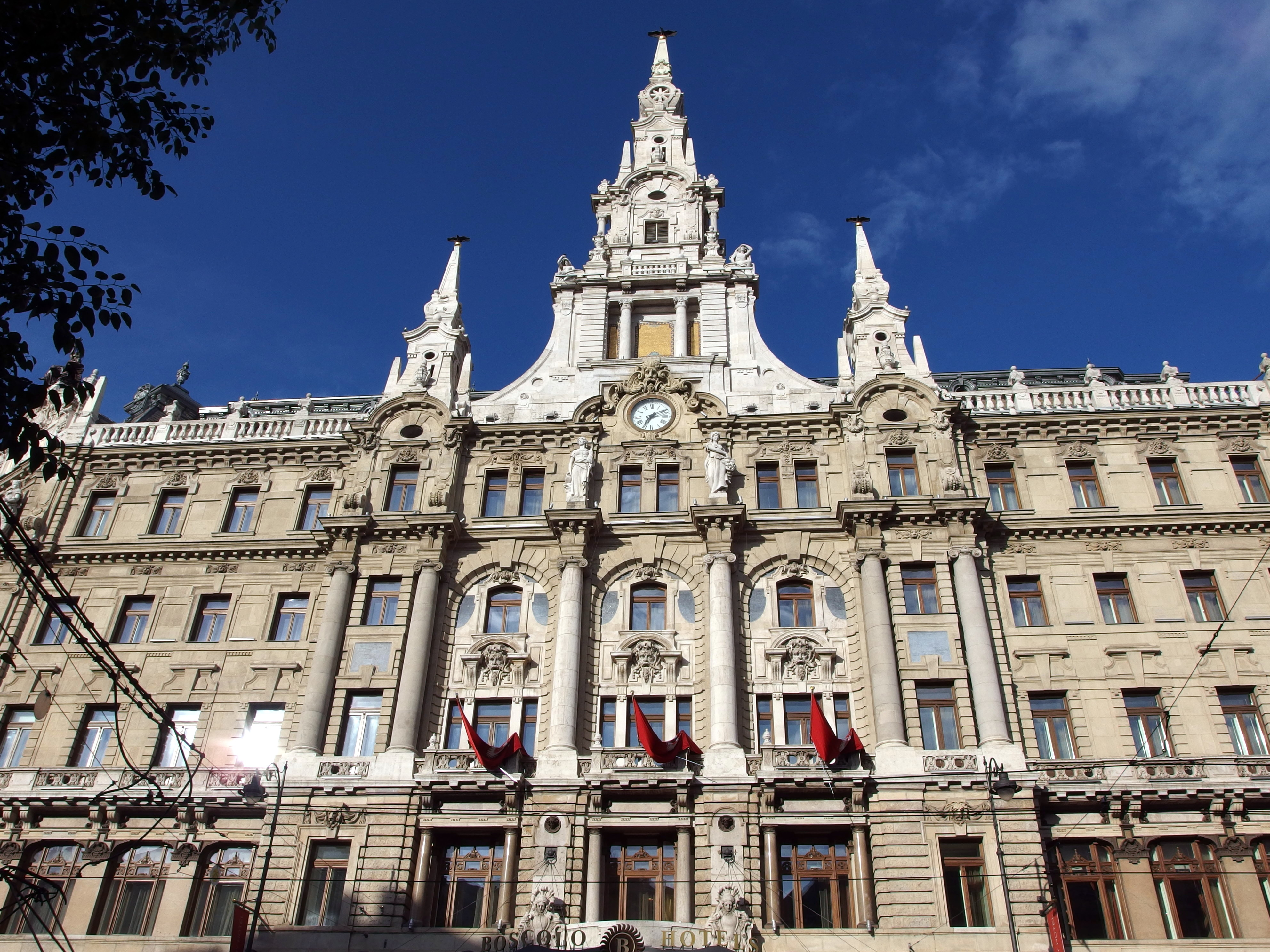
Palais mit Café New York